# Pławikonik australijski
Pławikonik australijski (Phycodurus eques) – gatunek morskiej ryby z rodziny igliczniowatych (Syngnathidae), jedyny przedstawiciel rodzaju Phycodurus.

## Występowanie
Gatunek endemiczny południowego i zachodniego wybrzeża Australii. Jego zasięg występowania rozciąga się od Perth do Parku Narodowego Przylądku Wilsona. Żyje na głębokościach 20 m. Rzadko obserwuje się je głębiej niż 30 m. Występuje w wodach morskich i słonawych.

## Charakterystyka
Dorosłe osobniki mogą osiągać nawet do 50 cm długości, choć ich przeciętna długość to 30 cm. Żyją około 8–10 lat.
Wyglądem przypominają wodorosty. Zazwyczaj są brązowe lub żółte z charakterystycznymi ciemniejszymi prążkami. Podobieństwo do otoczenia jest ich podstawowym mechanizmem przetrwania. W odróżnieniu od koników morskich, mają niechwytny ogon.
Pławikoniki australijskie prowadzą samotny tryb życia, łączą się w pary tylko na czas rozrodu.
Samica składa do torby lęgowej samca do 250 ziarenek ikry. Samiec inkubuje je przez około 6 tygodni, następnie młode uwalniają się i od razu zaczynają prowadzić samodzielne życie. Osiągają dojrzałość płciową po około 2-2,5 roku.
Żywi się skorupiakami z rzędu Mysida. Bytuje na podmorskich łąkach glonów Posidonia, gdzie również żerują. Nie posiadają zębów – wysysają swoje ofiary

## Zagrożenia
Badania pokazują, że pławikoniki zapadają na scuticociliatosis, chorobę roznoszoną przez orzęski z grupy Scuticociliatida oraz na infekcje przenoszone przez melanizujące grzyby z rodzaju Exophiala. Są również używane w medycynie alternatywnej, a także zbierane przez kolekcjonerów ze względu na ich unikalny wygląd, co skutkuje znacznym zmniejszeniem populacji
Stowarzyszenia zajmujące się ochroną naturalnej fauny wybrzeży Australii (m.in. Monterey Bay Aquarium) wprowadzają regulacje dotyczące połowu tych niezwykłych stworzeń i wykorzystują je w programach edukacyjnych. Australijskie władze stworzyły program „Dragon Search”, w którym może wziąć udział każdy, nawet będący w Australii przejazdem. Polega on na monitorowaniu ilości pławikoników na określonych obszarach.